# Lycaeides extremata
Lycaeides extremata är en fjärilsart som beskrevs av De Sagarra 1932. Lycaeides extremata ingår i släktet Lycaeides och familjen juvelvingar. Inga underarter finns listade i Catalogue of Life.